# Machilus lohuiensis
Machilus lohuiensis är en lagerväxtart som beskrevs av Shu Kang Lee. Machilus lohuiensis ingår i släktet Machilus och familjen lagerväxter. Inga underarter finns listade i Catalogue of Life.